# Świdnik
Pour les articles homonymes, voir Świdnik (homonymie).
Świdnik (prononciation [ˈɕfʲidɲik] ])  est une ville dans la voïvodie de Lublin, dans le powiat de Świdnik, située dans l'est de la Pologne. 
Elle est le siège administratif (chef-lieu) du powiat de Ryki.
Świdnik se situe à environ 10 kilomètres (km) au sud-est de Lublin (capitale de la voïvodie).
Sa population s'élevait à 40 186 habitants en 2012 repartie sur une superficie de 20,35 km2.

## Histoire
Świdnik a été fondé comme village au XIVe siècle. Elle obtient le statut de ville en 1954.

## Démographie
Données du 31 décembre 2008 :
| Description        | Total  | Total | Femmes | Femmes | Hommes | Hommes |
| ------------------ | ------ | ----- | ------ | ------ | ------ | ------ |
| Unité              | Nombre | %     | Nombre | %      | Nombre | %      |
| Population         | 40 050 | 100   | 20 820 | 52     | 19 230 | 48     |
| Densité (hab./km²) | 1968   | 1968  | 1023   | 1023   | 945    | 945    |

## Personnalités liées à la ville
- Tomasz Chmielik – traducteur polonais, enseignant l'espéranto.
- Marek Dyjak – musicien et compositeur polonais, .
- Zyta Gilowska – ministre des Finances et vice-Premier ministre en 2006-2007.
- Tadeusz Góra – général de brigade de l'armée polonaise, pilote planeur.
- Stanisław Kamiński – concepteur en chef de l'hélicoptère PZL W-3, professeur, conférencier.
- Janusz Kasperek – pilote, directeur de l'Aéro-Club de Swidnik en 1990-1994, instructeur et champion de Pologne en voltige, triple champion du monde de voltige et athlète 1996.
- Anna Kamieńska – poète, écrivain
- Mateusz Kochalski (2000-), footballeur polonais né à Świdnik.
- Jan Kondrak – auteur, compositeur et interprète.
- Andrzej Mańka – politicien
- Sławomir Myk – historien
- Władysław Myk – historien
- Jerzy Piłat – Colonel pilote de l'armée polonaise.
- Andrzej Ziółkowski – guitariste

## Administration
De 1975 à 1998, la ville était attachée administrativement à l'ancienne voïvodie de Lublin.

Depuis 1999, elle fait partie de la nouvelle voïvodie de Lublin.

## Coopération internationale

### Partenariat
- Slovaquie : Svidník
- Pays-Bas : Aalten
- Biélorussie : Rzeczyca
- Biélorussie : Radoun
- Ukraine : Chostka
- France : Béthune
- Lituanie : Šalčininkai
- Italie : Brindisi
- Serbie : Valjevo